# Habi Ouattara
 (mars 2025).
Pour les articles homonymes, voir Ouattara.
Habi Ouattara, née à Ouagadougou, est une journaliste burkinabè. Elle est conseillère en science et technique de l’information et de la communication. Elle a été pendant plusieurs années la directrice de la communication de Simon Compaoré.

## Biographie

### Enfance et études
Habi Ouattara naît à Ouagadougou. Elle fait ses études dans le quartier Ouidi jusqu’à l'obtention du baccalauréat.Inspirée par le parcours de Norbert Zongo, elle opte pour le journalisme à l’Université Joseph Ki Zerbo et elle obtient une Maîtrise en journalisme au bout de quatre années d'étude.
Passionnée par l’écriture, c’est dès le lycée que Habi fait ses preuves au journal de lycée “l’Échos du Marien” du lycée Marien N'Gouabi, puis à l’université Joseph Ki Zerbo au journal de l’Eveil.
Elle fait ses premiers pas dans le journalisme aux Editions Sidwaya, en tant que stagiaire au Desk Société. Pendant son stage, Habi découvre sa passion pour le sport. C’est alors que des reportages sur les activités sportives lui seront assignés. A ce jour, elle reste l’unique femme journaliste sportive de cette rédaction et depuis son départ en 2005, aucune autre journaliste ne s’est intéressée au sport.

### Carrière professionnelle
Habi commence sa carrière professionnelle en 2006 dans la fonction publique burkinabè. Elle est affectée au ministère de la Communication notamment au service commercial de radio télévision du Burkina (RTB). Poste qu'elle refuse, parce qu’elle n’avait pas les compétences requises. En 2007, Habi se voit affectée au FESPACO comme agent. Elle évolue jusqu’à occuper le poste de chef du département communication et relations publiques du FESPACO. Habi Ouattara y restera pendant 8 ans.
En 2015, Habi Ouattara dépose ses valises à la Direction de la communication du ministère de l’Administration territoriale. Elle a pour mission de gérer la communication de Simon Compaoré, ancien locataire de la mairie de Ouagadougou et nouvellement ministre chargé de l’Administration territoriale de la Décentralisation et de la Sécurité intérieure (MATDSI),.
Elle est à la tête du département chargée de la communication et du changement social et comportementale du Secrétariat permanent pour l’élimination du paludisme depuis mars 2024,.

## Distinctions
- 2023 : Chevalier de l’Ordre de l'Étalon